# Megyn Kelly
Megyn Marie Kelly (Syracuse, Nueva York; 18 de noviembre de 1970) es una periodista, comentarista política y abogada estadounidense. Es más conocida por su trabajo como presentadora del canal Fox News entre 2004 y 2017, y como presentadora y corresponsal de NBC News entre 2017 y 2018.

## Trayectoria
De 2014 a 2017, presentó el show The Kelly File desde las oficinas de Fox News en la ciudad de Nueva York. Anteriormente condujo el programa America Live. Previamente, también había presentado America's Newsroom, junto con Bill Hemmer. Entre 2007 y 2012, ambos presentaron los especiales de la Víspera de Año Nuevo de Fox News y el show All American New Year. En 2014 fue incluida en la lista de la revista Time de las 100 personas más influyentes del medio.
En agosto de 2015, Kelly moderó un debate entre los candidatos del Partido Republicano a las elecciones presidenciales de Estados Unidos de 2016, en el cual cuestionó a Donald Trump sobre los comentarios sexistas que había hecho. En febrero de 2016, Kelly firmó un acuerdo por un valor de más de 10 millones de dólares. con HarperCollins para escribir su autobiografía.En marzo de 2016, Fox News defendió a Kelly de los ataques en contra de ella, hechos por Trump. En enero de 2017 dejó Fox News y emigró a NBC News, donde condujo Megyn Kelly Today desde septiembre de ese año. El programa fue cancelado en octubre de 2018 por sus comentarios sobre el blackface. Kelly dejó NBC en enero de 2019. Tenía  un contrato de tres años por un valor total de 69 millones de dólares, por lo que la cadena le tuvo que pagar unos 30 millones de dólares ya que estaban a mitad del contrato.
En 2020 creó Devil May Care Media, una compañía de producción de medios, en la que tiene un podcast, The Megyn Kelly Show. En 2021, firmó contrato exclusivo con SiriusXM para presentar The Megyn Kelly Show todos los días en la radio. En 2023 anunció su debut como actriz de voz en la serie animada para adultos, Mr Birchum, producida por The Daily Wire.Kelly apareció como presentadora en el debate de las primarias presidenciales del Partido Republicano de 2023.
Kelly fue interpretada por la actriz Charlize Theron en la película Bombshell (2019) de Jay Roach. La obra narra las acusaciones de acoso sexual realizadas contra Roger Ailes, director ejecutivo de Fox News.

## Premios y reconocimientos
- En 2009, Kelly recibió un premio de Childhelp por su trabajo como presentadora de Fox News por su cobertura del tema del abuso infantil.[19]
- En 2010, Kelly fue honrada con un Premio al Logro de Antiguos Alumnos de la Facultad de Derecho de Albany.[20]
- En 2014, fue incluida en la lista de Time de 2014 de las 100 personas más influyentes.[3]
- En 2015, Kelly fue incluida en el Salón de la Fama de Bethlehem Central High School.[21]